# Verdigre
Le village de Verdigre est situé dans le comté de Knox, dans l’État du Nebraska, aux États-Unis. Sa population s’élevait à 575 habitants lors du recensement de 2010, estimée à 542 habitants en 2017.

## Source
- (en) Cet article est partiellement ou en totalité issu de l’article de Wikipédia en anglais intitulé « Verdigre, Nebraska » (voir la liste des auteurs).